# Flughafen Okushiri

i8
i11
i13
Der Flughafen Okushiri (japanisch 奥尻空港 Okushiri Kūkō, IATA-Code: OIR, ICAO-Code: RJEO) ist ein kleiner Verkehrsflughafen der japanischen Stadt Okushiri in Hokkaidō. Der Flughafen liegt etwa 15 Kilometer südlich vom Stadtzentrum Okushiris auf der Insel Okushiri direkt an der Küste. Von hier gibt es derzeit (2009) nur Inlandsverbindungen. Der Flughafen Okushiri gilt nach der japanischen Gesetzgebung als Flughafen 3. Klasse.